# Pitangui
Pitangui là một đô thị thuộc bang Minas Gerais, Brasil. Đô thị này có diện tích 568,332 km², dân số năm 2007 là 24618 người, mật độ 41,9 người/km².